# Schistocerca centralis
Schistocerca centralis är en insektsart som beskrevs av Vitaly Michailovitsh Dirsh 1974. Schistocerca centralis ingår i släktet Schistocerca och familjen gräshoppor. Inga underarter finns listade i Catalogue of Life.